# Батурин, Сергей Герасимович
Сергей Герасимович Батурин (1789—1856) — генерал-лейтенант, сенатор, комендант Шлиссельбургской крепости.

## Биография
Родился 5 (16) июля 1789 года в Рязанской губернии, сын генерал-майора Герасима Алексеевича Батурина.
Службу начал в 1804 году актуариусом Московского архива Коллегии иностранных дел, откуда 1 января 1808 года перешёл на военную службу юнкером в лейб-гвардии Егерский полк и 12 февраля 1810 года был произведён в офицеры.
В 1812 году Батурин участвовал в отражении нашествия Наполеона в Россию, находился в сражениях под Смоленском, Бородиным и Красным. Далее он в 1813—1814 годах совершил Заграничный поход и был в сражениях под Люценом и Кульмом, где был ранен, и при взятии Парижа. За боевые отличия против Наполеона Батурин был награждён золотой шпагой с надписью «За храбрость» (за бой под Красным), российским орденом св. Владимира 4-й степени с бантом, прусским орденом Pour le Mérite и особым прусским знаком ордена Железного креста (Кульмский крест).
21 декабря 1819 года произведён в полковники и переведён в 13-й егерский полк, 8 марта 1820 года назначен командиром этого полка. 6 декабря 1827 года был произведён в генерал-майоры и 18 января 1831 года получил в командование 3-ю бригаду 3-й пехотной дивизии, к которой прибыл только четыре месяца спустя после назначения, поскольку в течение этого времени находился по Высочайшему повелению в губерниях Тверской (в городе Осташкове) и Псковской (в посаде Боровичи) и начальствовал карантинами во время холеры. Вступив в командование бригадой, Батурин участвовал в Польской кампании 1831 года; при взятии Варшавы получил контузию в левую ногу и был ранен ружейной пулей. За эту кампанию он был награждён золотой шпагой с надписью «За храбрость» и алмазными украшениями.
6 декабря 1836 года назначен командующим 5-й пехотной дивизией, 18 апреля следующего года произведён в генерал-лейтенанты и 7 мая 1849 года определён в Сенат. Присутствовал в 1-м отделении 6-го департамента, а с 5 октября 1852 года — во 2-м отделении 6-го департамента. Сохраняя звание сенатора, с 21 июня по 16 октября 1849 года он состоял в должности коменданта Шлиссельбургской крепости, после чего снова определен в Сенат.
Скончался 19 (31) октября 1856 года, похоронен в Москве на кладбище Покровского монастыря.

## Награды
Среди прочих наград Батурин имел российские ордена:
- Золотая шпага с надписью «За храбрость» (3 июня 1813 года)
- Орден Святого Владимира 4-й степени с бантом (1813 год)
- Золотая шпага с надписью «За храбрость» и бриллиантовыми украшениями (22 августа 1831 года)
- Польский знак отличия За военное достоинство (Virtuti Militari) 2-й степени (1831 год)
- Орден Святого Георгия 4-й степени (16 декабря 1831 года, за беспорочную выслугу 25 лет в офицерских чинах, № 4554 по кавалерскому списку Григоровича — Степанова)
- Орден Святого Станислава 1-й степени (5 августа 1833 года)
- Орден Святой Анны 1-й степени (30 августа 1839 года, императорская корона к этому ордену пожалована 14 марта 1842 года)
- Орден Святого Владимира 2-й степени (8 июня 1845 года)

Иностранные ордена:
- Прусский орден Pour le Mérite (11 апреля 1814 года)
- Знак прусского ордена Железный крест — Кульмский крест (1814 год)

## Семья
Батурин был дважды женат:
- Первая жена — княжна Маргарита Ивановна Девлеткильдеева (1797—1849), их дети:
  - Николай (1819—1857) — коллежский асессор, смотритель бежецких училищ.
  - Сергей (1826—1868) — генерал-майор в отставке.
  - Фёдор (17.02.1838[1]— ?)
- Вторая жена (с 1851 года) — княжна Екатерина Семёновна Урусова (1820—1882), сестра шахматиста С. С. Урусова.